# Trstená na Ostrove
Trstená na Ostrove (ungarisch Csallóköznádasd oder Nádasd) ist eine Gemeinde im Südwesten der Slowakei mit 600 Einwohnern (Stand 31. Dezember 2024). Sie gehört zum Okres Dunajská Streda, einem Teil des Trnavský kraj.

## Geographie
Die Gemeinde befindet sich im Südteil der Großen Schüttinsel, einem Teil des slowakischen Donautieflands, unweit des Kraftwerkskanals des Donau-Wasserkraftwerks Gabčíkovo. Das Ortszentrum liegt auf einer Höhe von 116 m n.m. und ist 13 Kilometer von Dunajská Streda entfernt.
Nachbargemeinden sind Jurová im Norden, Baka im Osten und Südosten, Bodíky im Südwesten und Westen sowie Horný Bar im Nordwesten.

## Geschichte
Der Ort wurde zum ersten Mal 1250 als Nadast schriftlich erwähnt und war Stammsitz der niederadeligen Familien Sághy und Dömösközy. 1412 wurde das Dorf Besitz des Pressburger Bürgers Malath, 1553 hatten die Familien Sárköz und Sághy jeweils eine Porta im Ort. Im 18. Jahrhundert kam ein Großteil der Güter zum Besitz der Familie Bartal. 1828 zählte man 71 Häuser und 519 Einwohner. 1876 erhielt der Ort eine Schule.
Bis 1919 gehörte der im Komitat Pressburg liegende Ort zum Königreich Ungarn und kam danach zur Tschechoslowakei beziehungsweise heute Slowakei. 1938–45 gehörte das Dorf aufgrund des Ersten Wiener Schiedsspruchs noch einmal zu Ungarn.
Der Ortsname bedeutet so viel wie „Schilfdorf auf der (Großen Schütt)insel“.

## Bevölkerung
| Jahr                | 1994 | 2004    | 2014 | 2024    |
| ------------------- | ---- | ------- | ---- | ------- |
| Anzahl der Personen | 532  | 564     | 564  | 600     |
| Unterschied         |      | +6,01 % | +0 % | +6,38 % |

| Jahr                | 2023 | 2024    |
| ------------------- | ---- | ------- |
| Anzahl der Personen | 597  | 600     |
| Unterschied         |      | +0,50 % |

Nach der Volkszählung 2011 wohnten in Trstená na Ostrove 547 Einwohner, davon 473 Magyaren, 72 Slowaken und 1 Tscheche. 1 Einwohner machte keine Angabe. 504 Einwohner bekannten sich zur römisch-katholischen Kirche, 5 Einwohner zur reformierten Kirche, 4 Einwohner zur kongregationalistischen Kirche sowie jeweils 1 Einwohner zur Evangelischen Kirche A. B. und zur evangelisch-methodistischen Kirche. 21 Einwohner waren konfessionslos und bei 11 Einwohnern wurde die Konfession nicht ermittelt.